# Jawa 250/623 Bizon
Jawa 250/623 Bizon je motocykl, vyvinutý firmou Jawa, vyráběný v letech 1970–1972. Předchůdcem byl model Jawa 250/623 UŘ.

## Technický popis
Jedná se o designově upravený motocykl unifikované řady. Autorem úprav je akademický architekt Jan Tatoušek. Podle masky předního světlometu a vysoké nádrže získal vzhledem k charakteristickému vzhledu přezdívku Bizon. Poprvé u motocyklu Jawa je ve větším rozsahu použito plastu (přední maska a podsedlový prostor). Přední světlomet má konkávní tvar skla, který má vířit vzduch před světlometem a bránit usazování hmyzu na skle. Řídítka jsou uchycena za svislé nosníky a je možno je výškově nastavit. U části výrobků je použito oddělené olejové mazání Oilmaster.
Rám je kolébkový s podvěšeným motorem. Jeho neobvyklý tvar umožnil zdvih zadní vidlice jen 90 mm. Trubky přední vidlice jsou uchyceny letmo v okách pod úrovní nádrže, se zdvihem kluzáků 125 mm. Široké rámové bočnice znesnadňují přístup ke karburátoru, tím je jeho přeplavování a seřizování obtížné. Z důvodu snížení výrobních nákladů se model vyráběl sériově jen v červené nebo žluté barvě.

## Verze
- 623.01 – s Oilmasterem
- 623.02 – bez Oilmasteru

## Technické parametry
- Rám: jednoduchý páteřový kolébkový ocelový
- Suchá hmotnost: 145 kg
- Pohotovostní hmotnost:
- Maximální rychlost: 120 km/h
- Spotřeba paliva: 3,5 l/100 km

## Fotogalerie

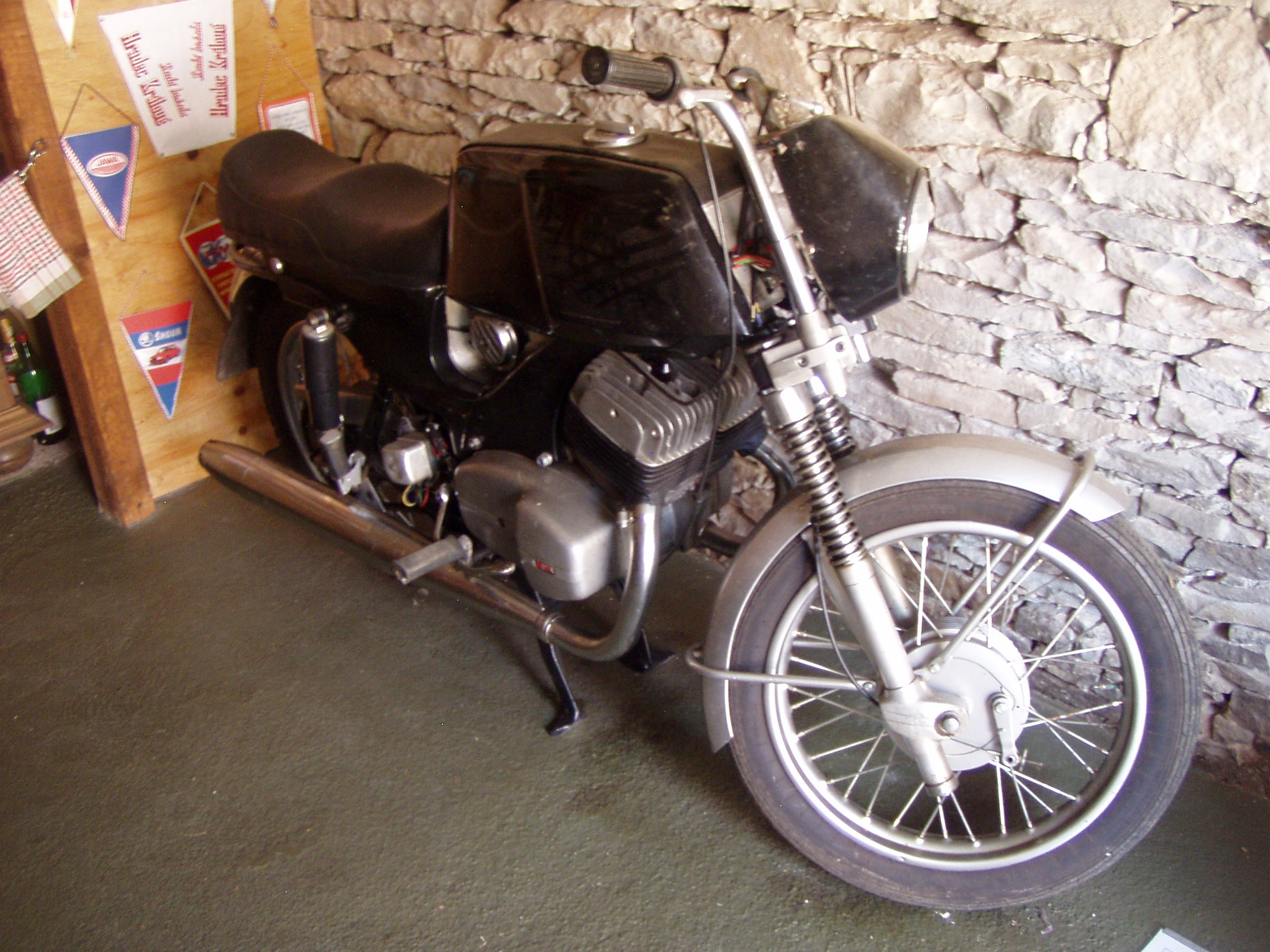
Jawa 350/623 Bizon (1971)